# Pierre Versteegh
Pierre Versteegh (n. 6 iunie 1888, Kedungbanteng⁠(d), Jawa Tengah, Indonezia – d. 3 mai 1942, Lagărul de concentrare Sachsenhausen, Brandenburg, Germania) a fost un sportiv ce a reprezentat Regatul Țărilor de Jos, medaliat olimpic. A participat la 2 ediții ale Jocurilor Olimpice (1928, 1936) în care a câștigat o medalie de bronz.